# BC Wolves
I BC Wolves sono una società cestistica avente sede nella città di Vilnius, in Lituania. Fondata nel 2022, gioca nel campionato lituano.
Disputa le partite interne nell'Avia Solutions Group Arena, che ha una capacità di 12.500 spettatori.

## Storia
Il club è stato fondato il 2 giugno 2022, con il nome di Wolves, chiaro riferimento al mitologico lupo di ferro e alla leggenda fondatrice della città di Vilnius. La squadra è stata ammessa direttamente in Lietuvos krepšinio lyga, avendo acquistato la licenza del Krepšinio klubas Dzūkija Alytus.

## Roster 2023-2024
Aggiornato al 10 novembre 2023.
|    | Naz.                   | Ruolo | Sportivo            | Anno | Alt. | Peso |  |
| -- | ---------------------- | ----- | ------------------- | ---- | ---- | ---- |  |
| 1  | Stati Uniti (bandiera) | G     | Rasheed Sulaimon    | 1994 | 193  | 88   |  |
| 2  | Nigeria (bandiera)     | C     | Christian Mekowulu  | 1995 | 205  | 111  |  |
| 3  | Lituania (bandiera)    | G     | Adas Juškevičius    | 1989 | 194  | 92   |  |
| 4  | Stati Uniti (bandiera) | AG    | Garrison Brooks     | 1999 | 206  | 104  |  |
| 6  | Lituania (bandiera)    | AG    | Eigirdas Žukauskas  | 1992 | 202  | 104  |  |
| 8  | Lituania (bandiera)    | P     | Vaidas Kariniauskas | 1993 | 199  | 92   |  |
| 10 | Lituania (bandiera)    | C     | Regimantas Miniotas | 1996 | 208  | 105  |  |
| 13 | Lituania (bandiera)    | PG    | Kristupas Žemaitis  | 1996 | 192  | 85   |  |
| 15 | Stati Uniti (bandiera) | A     | Tre'Shawn Thurman   | 1995 | 201  | 102  |  |
| 19 | Lituania (bandiera)    | A     | Vitalijus Kozys     | 1999 | 201  | 97   |  |
| 21 | Lituania (bandiera)    | GA    | Arnas Beručka       | 1997 | 196  | 91   |  |
| 32 | Lettonia (bandiera)    | P     | Artūrs Žagars       | 2000 | 190  | 78   |  |
| 44 | Svezia (bandiera)      | AP    | Jeffery Taylor      | 1989 | 201  | 102  |  |

### Staff tecnico
| Allenatore: | Nedas Pacevičius   |
| Assistente: | Marius Leonavičius |